# Alexi Tuomarila
Alexi Tuomarila (* 27. Februar 1974 in Pori) ist ein finnischer Jazzpianist.

## Leben und Wirken
Tuomarila erhielt vom sechsten bis zum 18. Lebensjahr klassischen Klavierunterricht. Er begeisterte sich zunächst für Rockmusik, bevor er in der väterlichen Plattensammlung den Jazz entdeckte. 1993 begann er seine Studien auf dem Pop- & Jazz-Konservatorium in Helsinki, die er von 1994 bis 1999 bei Diederik Wissels und Nathalie Loriers am Konservatorium Brüssel fortsetzte. Während des Studiums lernte er mit Nicolas Kummert, Christophe Devisscher und Teun Verbruggen die Mitglieder seines späteren Quartetts kennen, mit dem er seit 1999 auftrat und im selben Jahr den Preis für die beste Band auf dem internationalen Wettbewerb Jazz Hoeilaart und die Auszeichnung als bester Solist gewann. 2001 erhielt er auf dem Jazzsolisten-Wettbewerb von Monaco den ersten Preis und gewann kurz darauf mit seinem Quartett den Tremplin-Wettbewerb in Avignon. Mit seinem Quartett legte er mehrere Alben vor, zuletzt (mit Axel Gilain als neuem Bassisten unter dem neuen Bandnamen Drifter) Flow (2015).
2005 formte Tuomarila ein Trio mit Mats Eilertsen und Olavi Louhivuori, mit dem er das Album Constellations vorlegte; 2013 folgte das Album Seven Hills und 2017 Kingdom. Ab 2006 arbeitete er zudem mit Tomasz Stańko zusammen; mit dessen Quintett ist er auf dem Album Dark Eyes (2009) zu hören. 2009 spielte er auch im Quintett Woodoo Allen; er arbeitete zudem mit Joey Baron, Kenny Wheeler, Anders Jormin, den Grass Monkeys, Lionel Beuvens, Eero Koivistoinen und Perico Sambeat.

## Lexikalischer Eintrag
- Philippe Carles, André Clergeat, Jean-Louis Comolli: Le nouveau dictionnaire du jazz. R. Laffont: Paris 2011